# The Hotel
The Hotel (anciennement appelé Brussels Hilton ou Hilton Brussels) est un hôtel de style fonctionnaliste (style héritier et continuateur de l'architecture moderniste en Belgique) situé sur le boulevard de Waterloo à Bruxelles en Belgique, conçu par les architectes Henri Montois et Emmanuel Gran et inauguré en 1967.
Il fut un des premiers hôtels internationaux à s'établir à Bruxelles, et il a accueilli les présidents américains Richard Nixon et Barack Obama.

## Localisation
La tour est située au no 38 du boulevard de Waterloo à Bruxelles. 

## Historique

### Conception et construction
La tour est conçue dès 1960 par les architectes Henri Montois et Emmanuel Gran pour la société Hilton International Company : le collège des bourgmestre et échevins de la Ville de Bruxelles marque son accord de principe dans une lettre adressée le 20 avril 1960 à la Commission royale des Monuments et Sites.
La tour est construite de 1963 à 1967, : l'architecte opérationnel est Louis Aerts et la société chargée des travaux de construction est la société Entreprises Herpain et Fils,,.
L'hôtel est inauguré en 1967 sous le nom de Brussels Hilton ou Hilton Brussels,,.
Sa silhouette, qui domine la petite ceinture de Bruxelles et la place Louise, est également visible depuis le quartier de style néo-classique de la place Royale et de la Place des Palais, ce qui suscite quelques remous durant les années 1960. 
La tour abrite initialement l'Hôtel Hilton plus 10 000 m2 de bureaux ainsi qu'une galerie commerciale de luxe mais le grand succès de l'hôtel l'amène à passer de 308 à 431 chambres et à occuper toute la tour, à l'exception d'un étage de bureaux,.
Un projet d'extension de 15 étages est conçu en 1976 par Montois mais il ne sera jamais réalisé.

### Séjours de présidents des États-Unis
En 1969, le président des États-Unis Richard Nixon, en visite à Bruxelles pour assister au conseil de l'OTAN, réside au Brussels Hilton (qui, à l'époque, n'est pas encore rebaptisé The Hotel).
Le 25 mars 2014, le président Barack Obama passe une nuit dans l'hôtel avec sa suite.
Par contre, lors de ses deux visites à Bruxelles en juin 2021 et en mars 2022, le président Joe Biden séjourne à l'ambassade des États-Unis, mais son escorte réside à The Hotel,,,.
Ces visites présidentielles provoquent l'établissement de périmètres de sécurité importants aux alentours de The Hotel et de l’ambassade américaine ainsi que dans le quartier européen et dans le quartier du Palais Royal.

## Description

### Architecture
D'une hauteur de 99 mètres, l'hôtel comporte 30 étages.
Il est le 19e immeuble le plus haut de Bruxelles et le 25e de Belgique.

### Décoration
Comme de nombreux projets de Montois, l'Hôtel Hilton fait une large place aux œuvres d'artistes contemporains, dont certains de renommée internationale,, pour décorer tant les espaces publics de l'hôtel que les chambres,.
D'un côté, les espaces publics de l'hôtel sont ornés d'œuvres de Vic Gentils, Victor Vasarely, Jean-Pierre Ghijssels, Émile Souply, Marie-Thérèse Bayens, Ado Chale, Pierre Culot, Jean Delogne, Julien De Roeck, Jacqueline Schepens et Nany Still,,.
De l'autre, les chambres sont ornées d'œuvres de René Carcan, Arakova, Catherine de Beaufort, Micheline de Potter, Alise Dufaux, Dirk Liefhooghe, Franck Liefhooghe, Metsovaara, Nany Still, Gilbert Thomas et Philippe Van Snick.

## Accès
| ___ | Ce site est desservi par les stations de métro : Louise et Porte de Namur. |

### Ouvrages
- (en) Georges Binder, Montois partners, selected and current works : The master architect series IV, Victoria, Australie, Images Publishing,, 2001, 256 p..